# La combinacion perfecta
La Combinacion Perfecta (The Perfect Combination) è un album di Tito Puente con il cantante Gilberto Monroig, pubblicato dalla Tico Records nel 1963.

## Tracce
Lato A
1. No lo niego – 2:40 (Radames Reyes Alfau)
2. La sombra de tu amor (The Shadow of Your Smile) – 2:51 (Johnny Mandel, Paul Francis Webster)
3. Noche tras noche – 2:53 (Arturo Castro)
4. Tengo un nuevo amor – 3:12 (Ernesto Lecuona)
5. Prefiero tus mentiras – 2:46 (Armando Manzanero)
6. Mi calvario – 3:27 (Dr. Manuel Troncoso)

Lato B
1. Yo sin ti – 3:16 (Arturo Castro)
2. No puedo olvidar (Strangers in the Night) – 2:53 (Charles Singleton, Eddie Snyder, Bert Kaempfert)
3. Es Mentira – 3:17 (Radames Reyes Alfau)
4. Oui Madam – 2:43 (Rafael Hernandez)
5. Perdoname – 3:25 (Ketty Caban)
6. Fue mas que amor – 2:42 (Ketty Caban)

## Musicisti
- Tito Puente - percussioni, timbales, vibrafono, leader
- Gilberto Monroig - chitarra, voce
- Radhames Reyes Alfau - arrangiamenti
- altri musicisti non accreditati[1]